# Kadmijev selenid
Kadmijev selenid je anorganski spoj kemijske formule CdSe. Riječ je o crnoj do crvenocrnoj krutini koja se klasificira kao II-VI poluvodič n-tipa. Većina trenutnih istraživanja ove soli usredotočena je na njene nanočestice. Poznata su tri kristalna oblika CdSe koji slijede strukturu: vurcit (šesterokutni ili heksagonalni), sfalerit (kubični) i kamena sol (kubični). Struktura sfalerita CdSe je nestabilna i pretvara se u oblik vurcita pri umjerenom zagrijavanju. Prijelaz započinje na oko 130 °C, a na 700 °C završava u roku od jednog dana. Struktura kamene soli primjećuje se samo pod visokim tlakom.
Kadmijev oksid, sulfid, selenid i telurid služe kao fosforescenti u televizijskim i radarskim sustavima, a zbog dobrih fotoelektričnih svojstava i u poluvodičkoj elektronici. Kadmij i njegovi topljivi spojevi vrlo su otrovni. Kadmijev selenid je proziran za infracrvenu svjetlost i primjenjuje se ograničeno u fotootpornicima i u senzorima za instrumente koji koriste infracrvenu svjetlost. Materijal je također vrlo luminiscentan. Kadmijev selenid je komponenta pigmenta kadmijeve narančaste.

## Kadmijeva crvena
Kadmijeva crvena ili kadmijevo crvenilo iako je bila poznata već početkom 20. stoljeća, veći značaj dobiva tek dvadesetih godina tog stoljeća. Kadmijeve crvene obuhvaćaju široku skalu obojenosti od svijetlih do dublje crvenih nijansi. Postojane su prema svjetlosti, dobro pokrivaju ali nemaju izraženu moć pokrivanja. Ne suše se brzo, ali osušeni premaz uljane boje je kompaktan i otporan. Ne koriste se za slikanje fresaka jer nisu otporne prema ugljičnoj kiselini čiji je prijenosnik vapno. Svijetlo crvene nijanse kadmija su povoljna zamjena za cinober koji je sumnjive postojanosti prema svjetlu.

## Slike
|                   |                                            |                                                                                                   |                     |
| Kadmijeva crvena. | Slika atomske rezolucije nanočestice CdSe. | Fotografija i spektar fotoluminiscencije iz koloidnih CdSe kvantnih točaka pobuđenih UV svjetlom. | CdSe kvantne točke. |

## Vanjske poveznice
|  | Zajednički poslužitelj ima još gradiva o temi Kadmijev selenid |